# 정진각
정진각(鄭鎭珏, 1953년 2월 11일 ~ )은 충청남도 논산군에서 태어난 대한민국의 배우이다. 1974년 연극배우로도 데뷔 활동했다.

## 학력
- 대광고등학교
- 서울예술대학교

## 출연작

### 영화
- 1994년 《우리 시대의 사랑》 ... 영조 역
- 1996년 《유리》 ... 에꾸 역
- 1997년 《산부인과》
- 1998년 《처녀들의 저녁 식사》 ... 사복 형사 역
- 1999년 《신장개업》 ... 본부장 역
- 1999년 《여고괴담 두번째 이야기》 ... 교감 선생님 역
- 2001년 《흑수선》 ... 수사과장 역
- 2002년 《재밌는 영화》 ... 김 위원장 역
- 2002년 《보스 상륙 작전》 ... 동방파 오야붕 역
- 2003년 《바람난 가족》 ... 신계동 역
- 2003년 《선생 김봉두》 ... 서울학교 교장 역
- 2005년 《소년, 천국에 가다》 ... 노인 역
- 2007년 《마강호텔》 ... 위원장 역
- 2007년 《오래된 정원》 ... 교도소 면회담당 역
- 2010년 《부당거래》 ... 대통령 역
- 2016년 《흔들리는 물결》 ... 엑스레이 할아버지 역
- 2018년 《조선명탐정: 흡혈괴마의 비밀》 ... 좌의정 역
- 2020년 《강철비 2: 정상회담》 ... 총정치국장 역

### 드라마
- 1995년 KBS1 대하드라마 《김구》 ... 안두희 역
- 2001년 KBS2 특별기획드라마 《명성황후》 ... 천희연 역
- 2002년 KBS2 특별기획드라마 《장희빈》 ... 정강 역
- 2003년 KBS1 대하드라마 《무인시대》 ... 한뢰 역
- 2004년 KBS1 대하드라마 《불멸의 이순신》 ... 신호 역
- 2006년 KBS1 대하드라마 《서울 1945》 ... 카와베 류조 역
- 2007년 MBC 월화드라마 《히트》 ... 정광호의 아버지 역
- 2010년 SBS 대하드라마 《자이언트》... 전당포 주인 역
- 2010년 MBC 미니시리즈 《즐거운 나의 집》 ... 우장순 역
- 2012년 KBS1 대하드라마 《대왕의 꿈》 ... 소가노 이루카 역
- 2015년 KBS2 단막극 《KBS 드라마 스페셜 - 노량진역에는 기차가 서지 않는다》 ... 희준 부 역
- 2015년 JTBC 주말드라마 《송곳》
- 2019년 JTBC 월화드라마 《눈이 부시게》 ... 지팡이 할아버지 역
- 2022년 애플TV+ 오리지널드라마 《파친코 (드라마)》 … 쌀가게 주인 역
- 2023년 SBS 금토드라마 《소방서 옆 경찰서 그리고 국과수》 … 전태진 역
- 2023년 JTBC 토일드라마 《힙(HIP)하게》 … 덕구의 주인 역
- 2025년 JTBC 토일드라마 《천국보다 아름다운》 … 강정구 역

### 연극
- 1974년 《춘풍의 처》
- 1996년 《여우와 사랑을》
- 1997년 《남자충동》
- 1998년 《나는 누구냐》
- 2004년 《남자충동》
- 2007년 《맥베스》
- 2008년 《학생부군신위》
- 2009년 《용호상박》
- 2009년 《로미오와 줄리엣》
- 2012년 《3월의눈》
- 2013년 《3월의눈》
- 2014년 《백마강 달밤에》
- 2014년 《살아있는 이중생 각하》
- 2015년 《한강은 흐른다》
- 2016년 《춘풍의 처》
- 2016년 《태》
- 2017년 《로미오와 줄리엣》
- 2017년 《도토리》
- 2017년 《조씨고아, 복수의 씨앗》
- 2017년 《조씨고아, 복수의 씨앗》
- 2017년 《자전거》
- 2018년 《조씨고아, 복수의 씨앗》
- 2018년 《템페스트》
- 2020년 《해지》
- 2021년 《조씨고아, 복수의 씨앗》
- 2023년 《조씨고아, 복수의 씨앗》
- 2024년 《활화산》

## 수상
- 2016년 ‘연극예술인상’ 제6회 아름다운예술인상 신영균예술문화재단
- 2015년 ‘올해의 연극인상’ 히서연극상
- 2011년 ‘남자연기상’ 대한민국연극인의밤 한국연극협회
- 1993년 동아연극제 인기상
- 1997년 제21회 서울연극제 연기상

## 경력
- 1973년 ~ 1976년 극단 동랑 단원
- 한국연극협회 회원